# Höör
Höör är en tätort och centralort i Höörs kommun i Skåne län.

## Namnet
Ortnamnet kommer från forndanska hørg. Utöver betydelserna helig plats och offerplats har det haft flera andra hänsyftningar som stensättning, hög eller klippa. I många av de äldre källorna är dock den religiösa betydelsen tydlig.
Orten stavades förr omväxlande med ett eller två ö:n, Hör respektive Höör. Att stavningen med två ö:n etablerades skedde på initiativ av Posten och fastställdes genom brev av Kungl. Maj:t 1 januari 1917. Den originella stavningen är numera ett av få hävdvunna undantag från språkregeln att långa vokaler inte dubbeltecknas i svenska. Bakgrunden är den att man förr på brev som sändes lokalt inom en ort i stället för namnet på adressorten skrev "Härstädes" eller helt enkelt "Här". Då en hel del slarvigt adresserade försändelser i stället hamnade i Hör ändrades stavningen till Höör.

## Historia
Höörs socken omtalas första gången på 1330-talet då namnet skrevs "Horgh". I Palteboken från 1510-talet omtalas 6 gårdar i kyrkbyn "Hörrie". 1746 berättas att Höör är den största byn i socknen med sina 19 hela hemman.
Stenhuggeri i stor skala har varit kännetecknande för orten ända sedan man här i slutet av 1000-talet började bryta sten till Lunds domkyrka. Orten har troligtvis varit verkstad för Mårten stenmästare vilken under första hälften av 1100-talet varit verksam vid Lunds domkyrkobygge. I Höörs kyrka finns fortfarande hans huggna dopfunt som han signerat men också låtit avbilda sig på. Den så kallade Stenskogen bär fortfarande vittnesbörd om denna medeltida industri. I senare tid har också en omfattande kvarnstenstillverkning skett i socknen.
Genom järnvägens tillkomst 1858 tog tillväxten fart. Höör blev också ett centrum för friluftslivet i Skåne genom den natursköna omgivningen som finns i Frostavallen, Orups sanatorium, Ringsjön med mera. Samhället kan sägas ligga i en "skålformad" dal med backiga omgivningar. Höör är även ett centrum för den så kallade risbygden i Skåne, ett slags gränszon mellan skogen i Göinge och slätten i söder. Stor utpendling till Malmö/Lund förekommer, i mindre utsträckning norrut mot Hässleholm/Kristianstad.
Sedan pågatågen började köra till Höör 1987 har fastighetspriserna stigit rejält och inflyttningen ökat.
Klockarebackens kapell ligger i Höörs västra utkant på gränsen mot Stenskogen och är ett verk av Bernt Nyberg.

### Administrativa tillhörigheter
Höör var och är kyrkby i Höörs socken där Höörs landskommun inrättades vid kommunreformen 1862. I landskommunen inrättades 25 oktober 1901 Höörs municipalsamhälle för orten. Denna med sitt närområde bröts 1939 ut ur landskommunen och bildade Höörs köping. 1969 utökades köpingskommunen som sedan 1971 uppgick i Höörs kommun med Höör som centralort.
I kyrkligt hänseende har Höör alltid hört till Höörs församling.
Judiciellt har orten ingått i samma tingslag och tingsrätter som Höörs socken.

### Befolkningsutveckling
År 1990 definierade SCB ett område sydväst om tätorten som en småort med namnet Del av Stenskogen och småortskoden S3711. Dessa villor hade då 62 invånare på en yta av 24 hektar. Sedan dess har området uppgått i tätorten Höör.
| Befolkningsutvecklingen i Höör 1900–2020 | Befolkningsutvecklingen i Höör 1900–2020 | Befolkningsutvecklingen i Höör 1900–2020 | Befolkningsutvecklingen i Höör 1900–2020 | Befolkningsutvecklingen i Höör 1900–2020 |
| --- | ---------------------------------------- | ---------------------------------------- | ---------------------------------------- | ---------------------------------------- |
| |                                          |                                          |                                          |                                          |
| År |                                          |                                          | Folkmängd                                | Areal (ha)                               |
| 1900 | 1900                                     |                                          | 904                                      | †                                        |
| 1960 | 1960                                     |                                          | 3 357                                    |                                          |
| 1965 | 1965                                     |                                          | 3 765                                    |                                          |
| 1970 | 1970                                     |                                          | 4 166                                    |                                          |
| 1975 | 1975                                     |                                          | 5 168                                    |                                          |
| 1980 | 1980                                     |                                          | 5 833                                    |                                          |
| 1990 | 1990                                     |                                          | 6 643                                    | 537                                      |
| 1995 | 1995                                     |                                          | 7 215                                    | 582                                      |
| 2000 | 2000                                     |                                          | 7 176                                    | 584                                      |
| 2005 | 2005                                     |                                          | 7 379                                    | 600                                      |
| 2010 | 2010                                     |                                          | 7 865                                    | 612                                      |
| 2015 | 2015                                     |                                          | 12 152                                   | 1 629                                    |
| 2020 | 2020                                     |                                          | 12 976                                   | 1 664                                    |
| Anm.: Sammanvuxen med Ljungstorp och Jägersbo, Ludvigsborg, Ormanäs och Stanstorp, Sätofta, Bokeslund och Tjuvaröd 2015.2020 med Snogehall och 2023 med Jularp och Sjunnerup † Som köpingsliknande samhälle 1900. |                                          |                                          |                                          |                                          |

## Kommunikationer

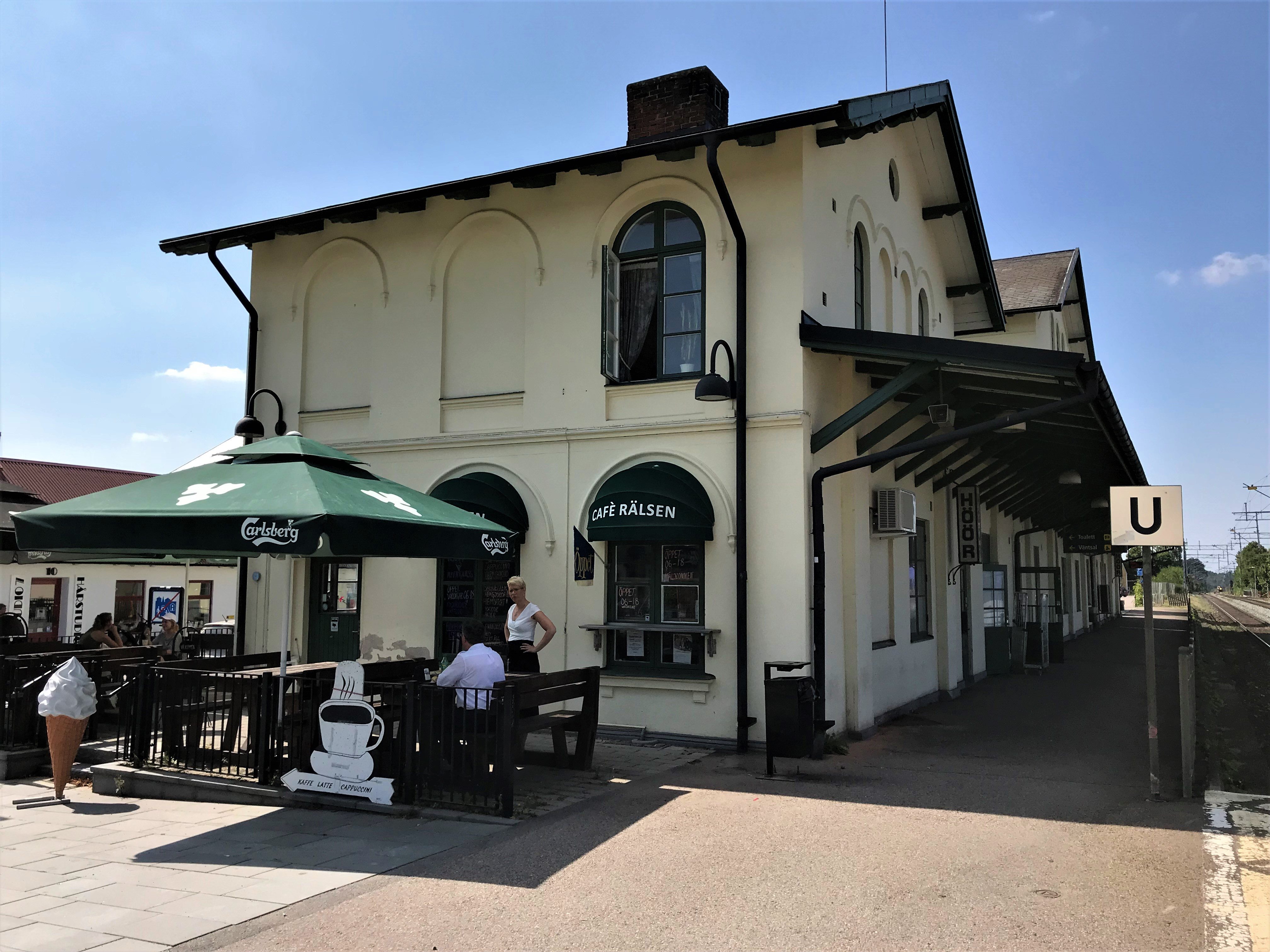
Stationsbyggnaden från 1858

### Vägar
Höör ligger vid Riksväg 13 och Riksväg 23. Trafiken går igenom samhället, särskilt Riksväg 23 som går igenom ett äldre egnahemsområde från 1930-talet.

### Järnvägar
Stationsbyggnaden byggdes 1858 när Södra stambanan öppnade. Därefter har mycket av bebyggelsen koncentrerat sig runt denna. År 1882 invigdes en järnvägslinje till Hörby, vilken dock blev mer eller mindre överflödig efter att banan mellan Eslöv och Hörby färdigställts 1897. Järnvägen mellan Höör och Hörby lades ned 1929 när bussar slagit ut den kortdistanstrafiken.
Med Öresundståg når man Karlskrona och Kalmar i öst och Köpenhamn i väst utan byte. Förutom Öresundståg stannar även Pågatågen i Höör med flera avgångar i timmen.

## Näringsliv

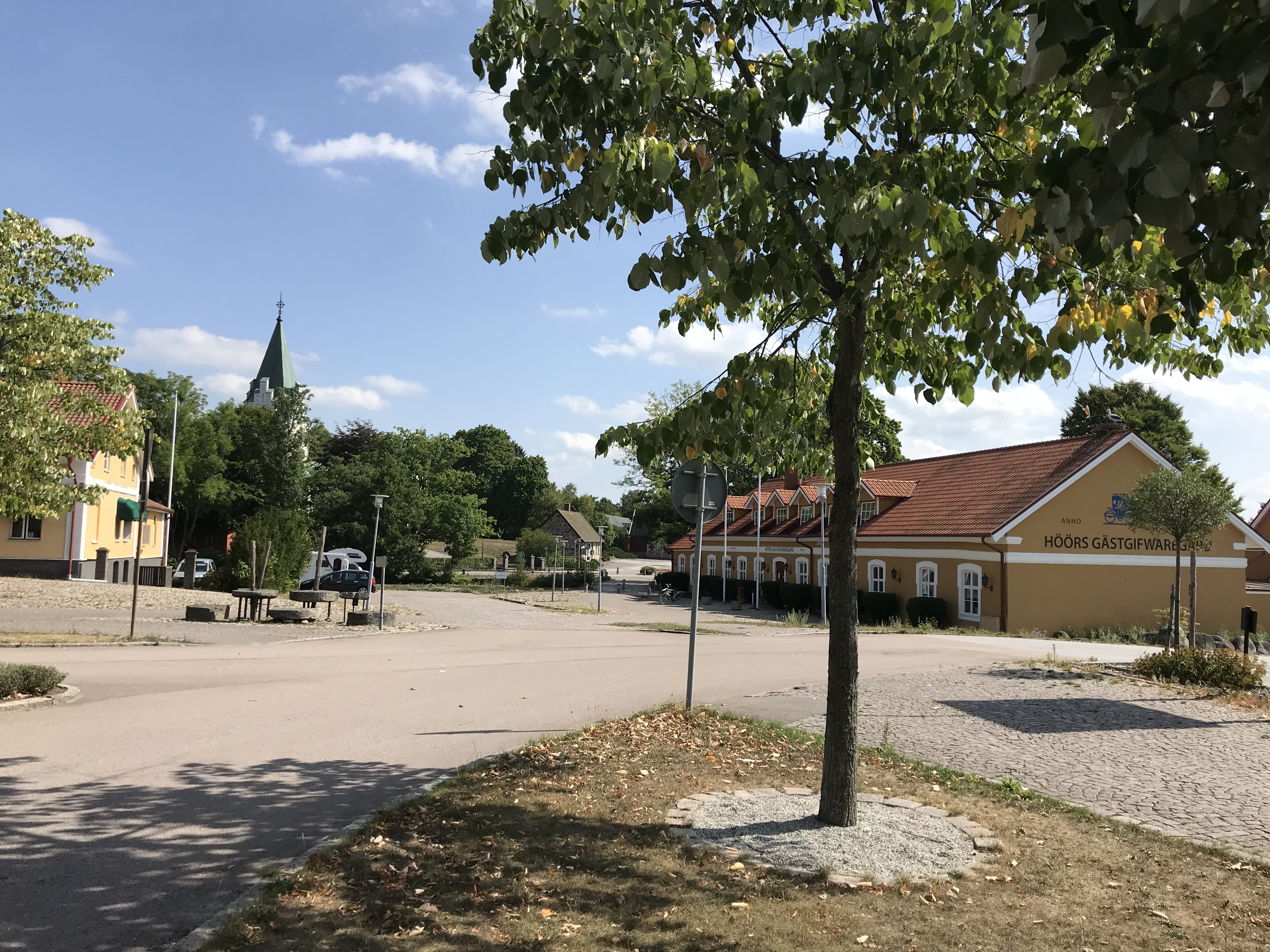
Höörs gästgifwaregård vid Gamla torg 4

Näringslivet är varierat med bland annat verkstadsföretag, sågverk och butiker/stormarknad.
Höörs mejeri byggdes 1893 och var i drift till 1973. Under 2007 revs mejeriet för att ge plats åt bostäder, 78 lägenheter, som stod inflyttningsklara sommaren 2009. I gamla disponentbostaden, som var tänkt att bevaras, skulle tvättstugor samt samlingslokal inrymmas. Dock togs efter många politiska turer beslut att riva byggnaden och istället uppföra ny byggnad för dessa faciliteter.

### Handel
Höörs kooperativa konsumtionsförening grundades 1907. Den 20 april 1931 öppnades en filial i Tjörnarp. Föreningen uppgick 1963 i Konsum Mellanskåne.
Coop hade 2023 alltjämt en butik i centrala Höör, där det även fanns en Ica.
År 1979 etablerades stormarknaden Bilema i Höör av Thure och Asta Berntsson. I juni 2006 sålde makarna Berntsson Bilema och hösten 2007 bytte varuhuset namn till City Gross. AGs Favör kom till i Höör i oktober 2000 genom övertagande av Malms Livs. AGs i Höör lades dock ner den 1 juli 2004. Den nedläggningen skedde delvis på grund av den förväntat hårdnande konkurrensen från Lidl, som öppnade i ortens södra delar i oktober 2004.

## Utbildning
- Edens skola
- Emiliaskolan (Waldorf)
- Enebackeskolan
- Frostagymnasiet (Nerlagd f.d gymnasium )
- Gudmuntorps skola
- Karolinaskolan ( Naturbruksgymnasium för ungdomar med särskilda behov)
- Kubeliden (Montessori)
- Ringsjöskolan
- Segrande Liv grundskola
- Sätoftaskolan
- Tjörnarp skola
- Holma folkhögskola

## Kultur

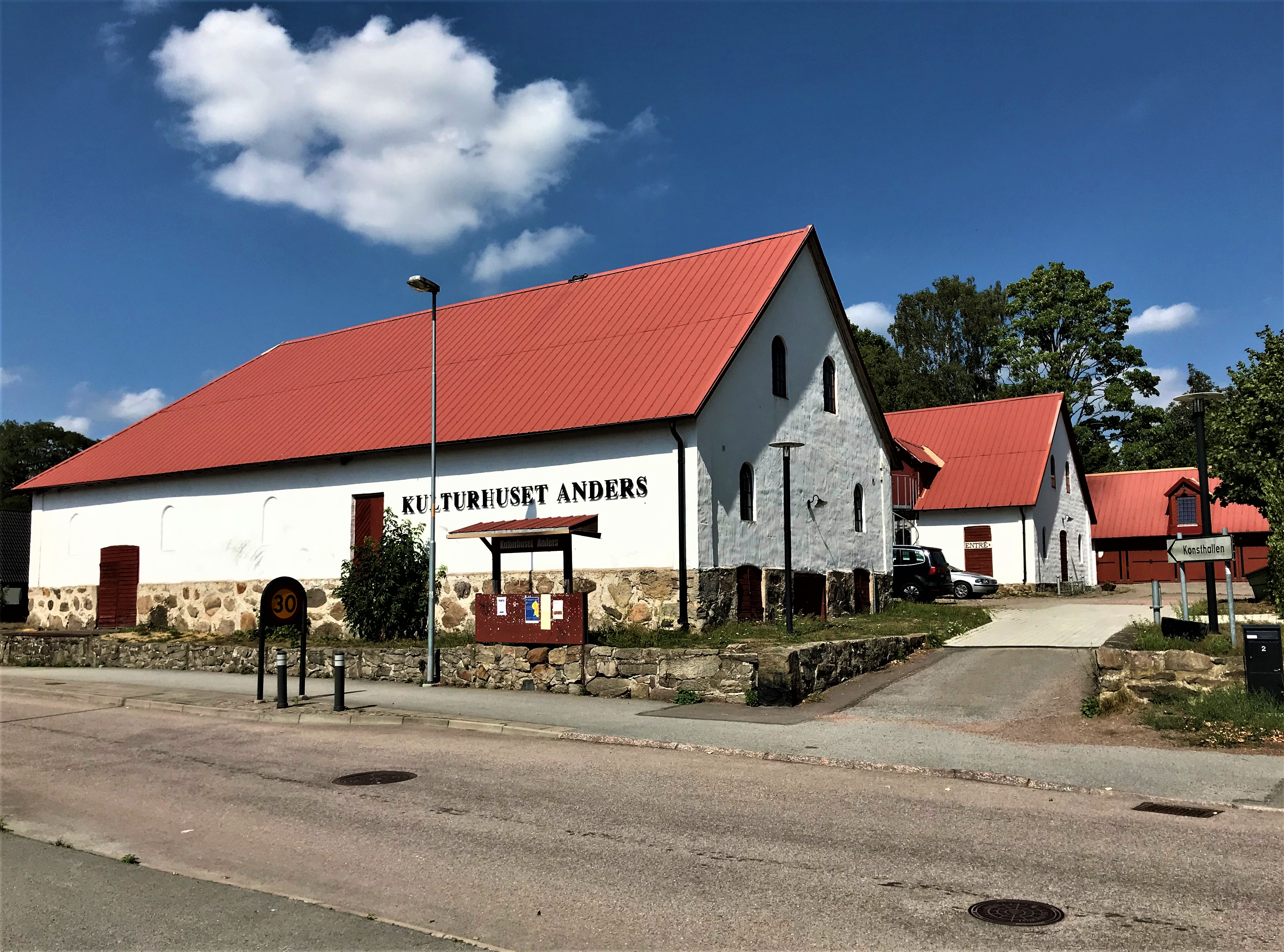
Kulturhuset Anders

Höör är ett centrum för musik. Orten har en barockmusikfestival,  sommaropera, musikskola, jazzklubb och "Kulturhuset Anders" med konsthall, konsert-, bio- och teatersalong. Här finns en av Sveriges största musikaffärer, två dragspelshandlare, dansbana och en pianoverkstad. 
Skånes Djurpark ligger 4 km norr om Höör.
Bosjökloster ligger 5 km söder om Höör.

## Bildgalleri

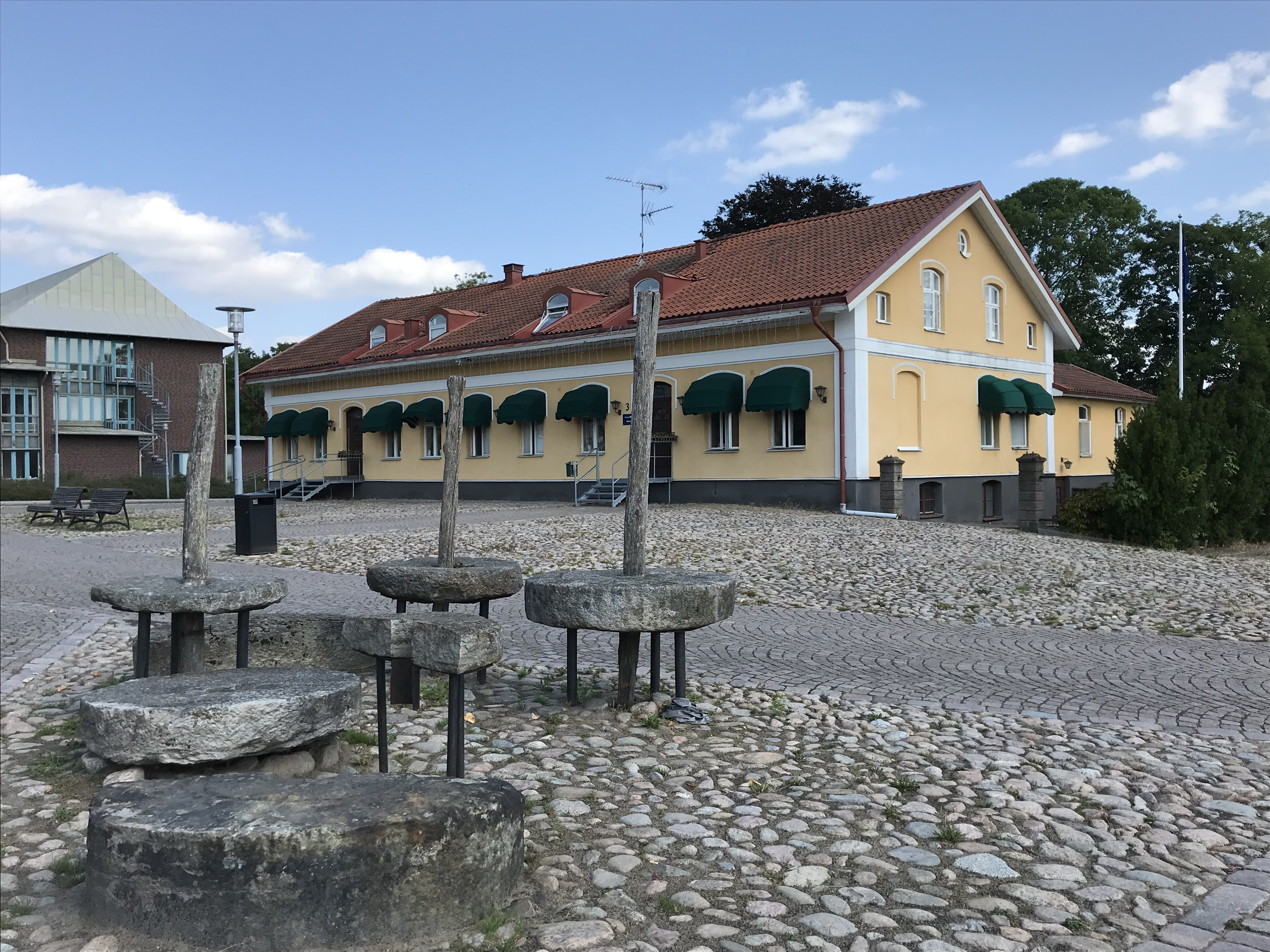
Gamla torg
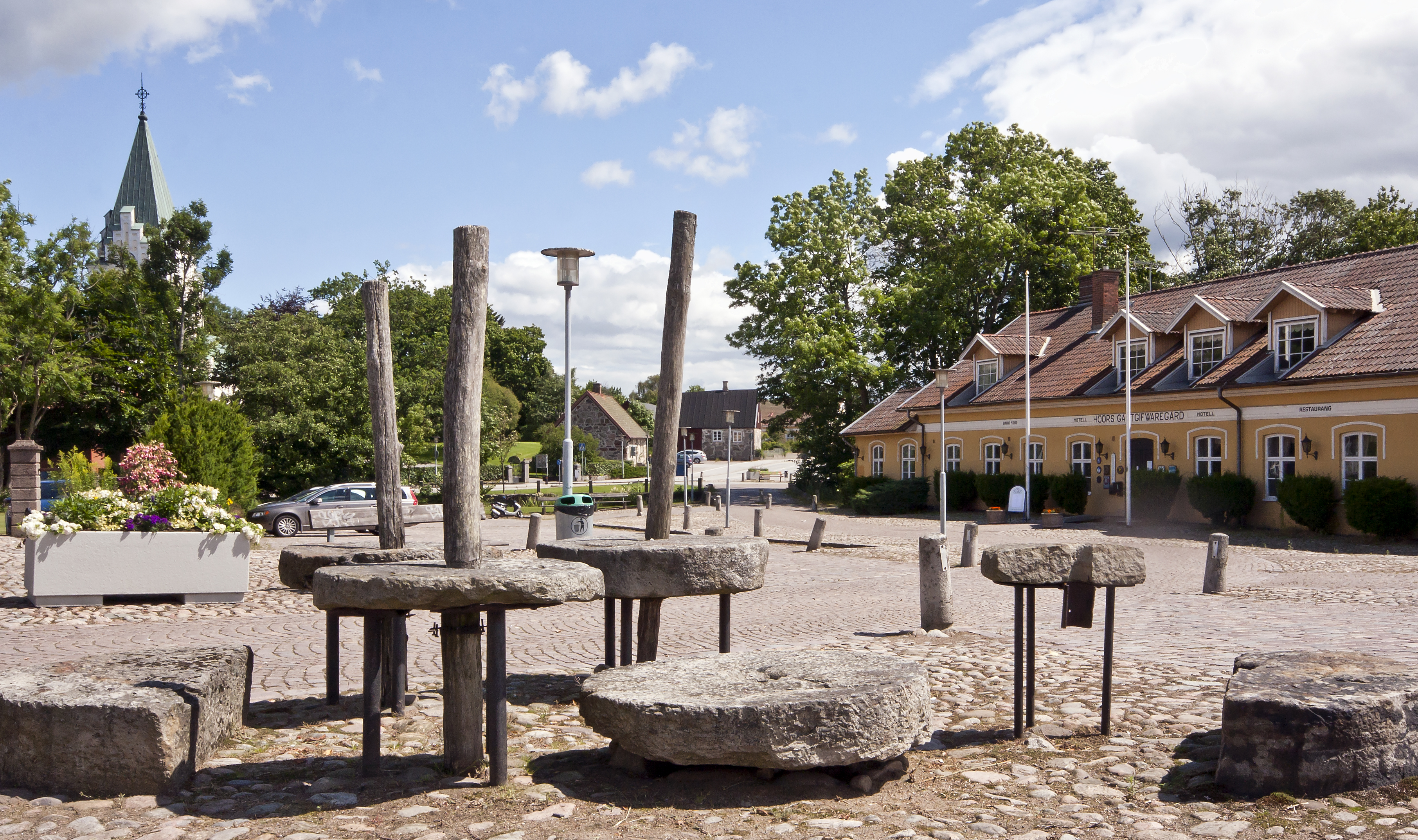
Uppställda kvarnstenar påminner om traktens rikliga kvarnstensproduktion
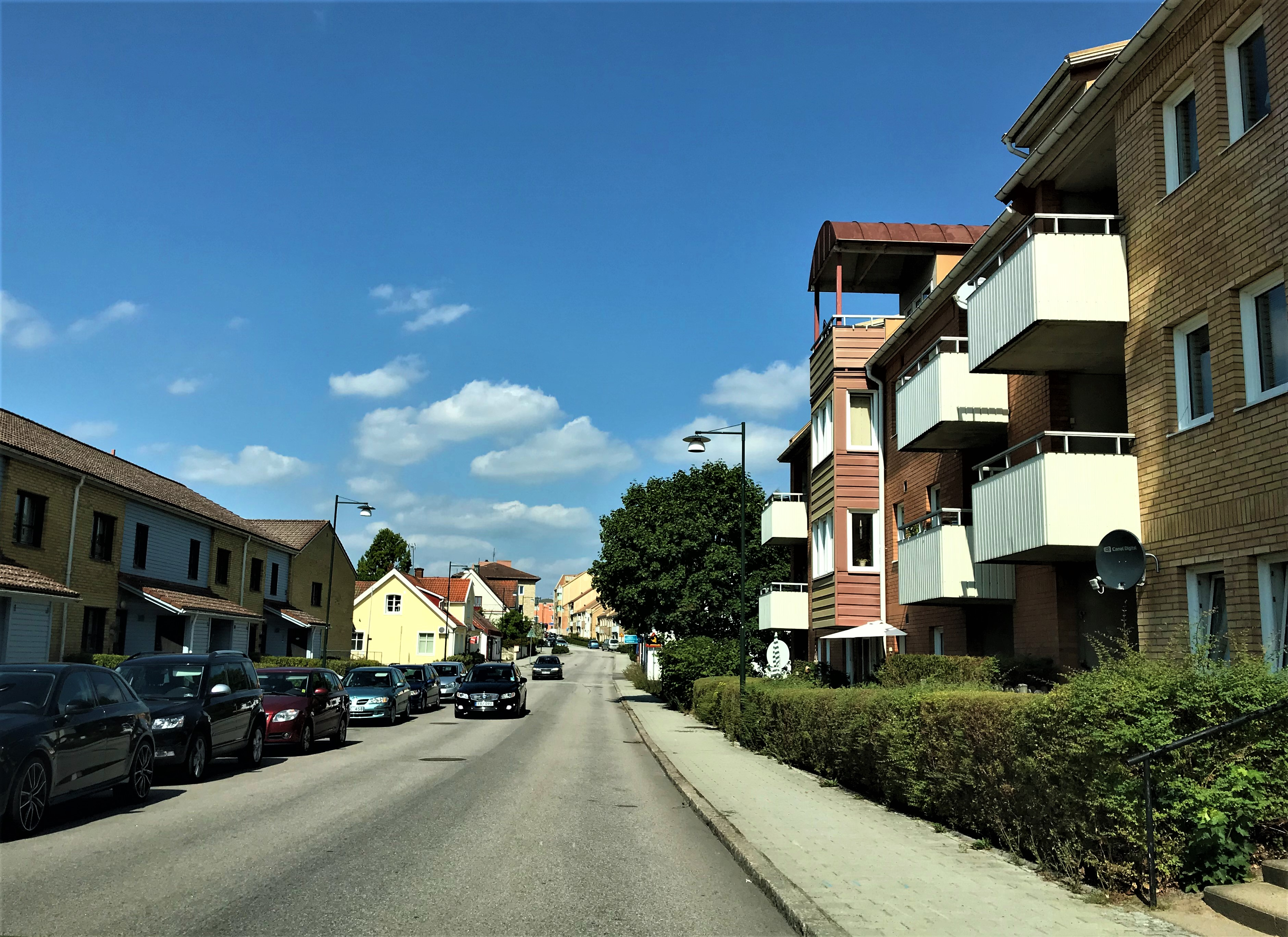
Storgatan
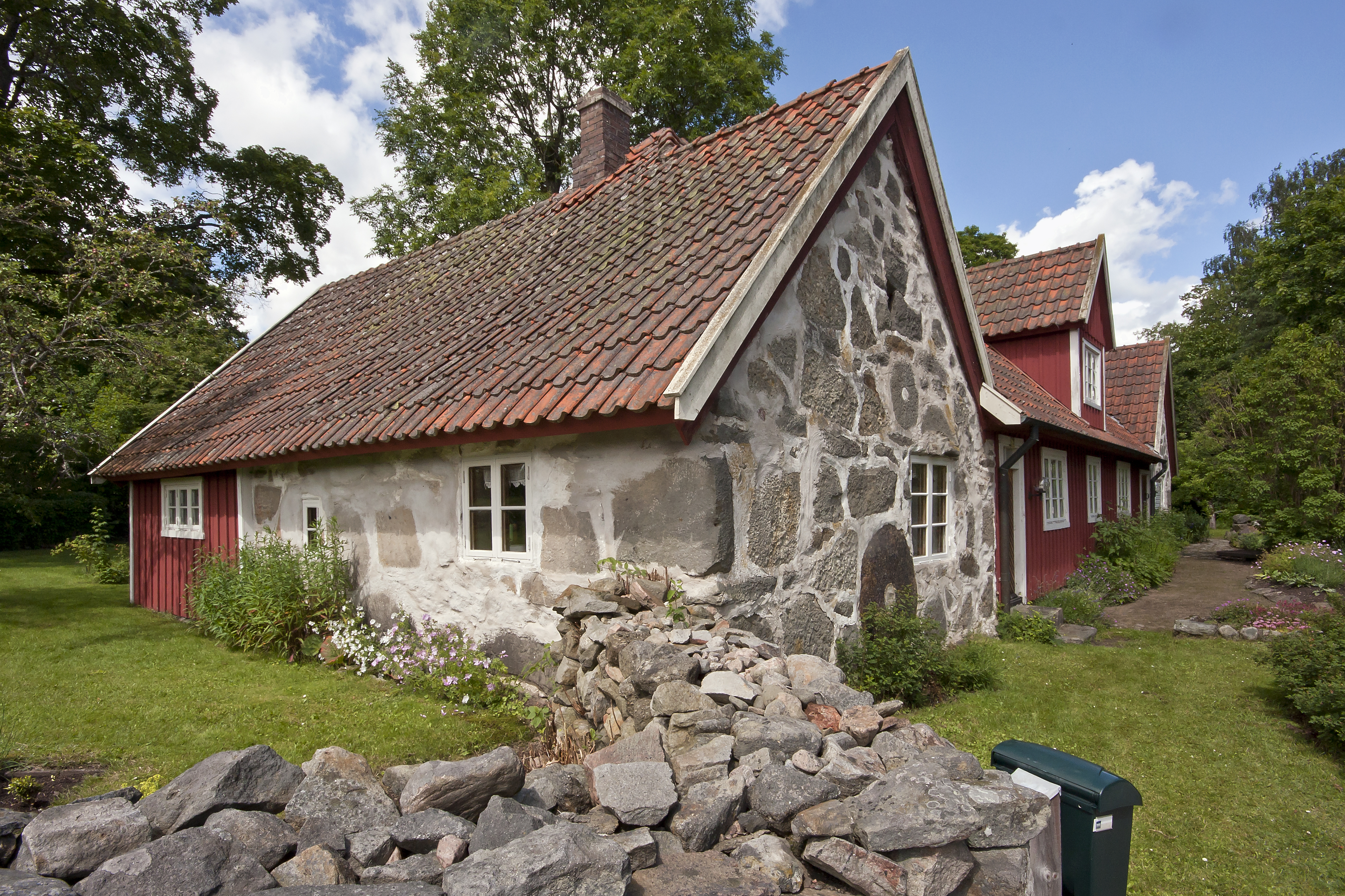
Villor i centrala Höör